# Histoire de l'enseignement maritime en France
 (octobre 2024).
Motif : Cet article n'est pas écrit dans un style encyclopédique
Cet article retrace l’histoire de l'enseignement maritime en France. 
Les professeurs d'hydrographie enseignèrent l'art de se diriger en haute mer.

## Les Hommes, l'Océan, les Maîtres, les Élèves
Le professeur d’hydrographie était chargé d'un enseignement très varié, d'un niveau adapté à celui des élèves. c'est ainsi qu'il enseignait les mathématiques, la physique, la mécanique de la voile et même celle de la manœuvre, l'astronomie, la navigation, la théorie du navire, puis, avec les progrès de la science et de la technique, les notions d'électricité, de radioélectricité et de machines.
Issus de toutes les classes de la société, les professeurs d'hydrographie furent tout d'abord des ecclésiastiques ; ils ne comptèrent en dernier lieu que des militaires. Le concours d'accès au corps des professeurs fut alors d'un niveau élevé. c'est ainsi que l'arrêté du 3 juillet 1929, fixant le programme et les conditions du concours pour le grade de professeur d'hydrographie de 1re classe, toujours en vigueur à la veille de la Seconde Guerre mondiale, stipulait que le diplôme de licence ès sciences donnait droit à un supplément de 30 points, le titre d'agrégé ès sciences ou de docteur ès sciences à un supplément de 60 points, ces points n'étant pris en compte qu'au moment du classement définitif des candidats, le nombre minimal de points nécessaires à l'admission définitive étant de 286.
Au cours des siècles, certains enrichirent l'art de naviguer ou les techniques maritimes par des contributions originales et parfois fondamentales, firent éditer des ouvrages de navigation dont plusieurs eurent un grand renom et des traités de construction navale.
Leur réputation dépassa les limites du monde maritime, ainsi que le montre, en particulier, l'épisode suivant.
Le Conservatoire national des arts et métiers fut fondé à Paris par la convention en 1794, à l'instigation de l'abbé Grégoire.
En 1825, pour stimuler l'activité créatrice du monde industriel jugée en déclin, le gouvernement voulut étendre aux principales villes de France le cours de géométrie et de mécanique professé au Conservatoire, à l'intention des artisans et des simples ouvriers, par le baron Charles Du Pin, Membre de l'Académie des sciences.
Les préfets devaient veiller à ce que cet enseignement fut donné par « des professeurs de choix et de confiance » et c'est ainsi que des professeurs d'hydrographie enseignèrent dans les conservatoires des arts et métiers.
Dans 44 ports de mer, militaires ou marchands, ce furent les professeurs royaux d'hydrographie qui, par ordonnance du Ministre de la Marine et des Colonies, en date du 24 septembre 1825, furent chargés de cet enseignement réparti en 2 leçons d'une heure par semaine, à l'heure où finit le travail des ateliers.
C'est ainsi qu'en juillet 1825, Guigon De Grandval, professeur royal d'hydrographie à La Rochelle, ouvrait le soir un cours de géométrie appliqué aux Arts et Métiers - 300 personnes assistèrent à ses premières leçons. Au bout d'un mois, il avait 380 auditeurs.
En 1826, on peut lire dans un rapport adressé au Roi par le Ministre de la Marine et des Colonies, que plus de 5 000 artisans des villes maritimes suivaient ces cours avec assiduité.
Les premières manifestations des hommes très divers qui portèrent en France, dans le cadre général de la formation nautique, le titre de professeur d'hydrographie, sont très postérieures aux très anciennes contributions connues en matière de manuels ou de traités de navigation, c'est-à-dire qu'elles eurent lieu bien après la publication en 1286 du "Phoenix des Merveilles du Monde", ouvrage de cosmographie, de pilotage, et traité de construction des cartes marines, du célèbre Raymond Lulle qui professait dans l'École de navigation que les Sarrazins de Majorque avaient établie dans cette île.
Les grandes découvertes, les voyages de Christophe Colomb (1er voyage : 3 avril 1492 - 15 mai 1493), de Vasco de Gama (découverte en 1497 de la Route des Indes par le Cap de Bonne Espérance reconnu en 1487 par Barthélemy Diaz), le mirage des trésors des Indes, avaient entraîné un extraordinaire développement du Commerce maritime, ouvrant la voie à la véritable navigation au long cours.
Les Empires coloniaux allaient appartenir aux Nations qui auraient des Marines au large, ne se confinant pas dans les eaux territoriales.
La voile allait porter les Européens à la découverte et à la mise en valeur de l'Univers.
Toute l'Europe, progressivement, subit l'influence de cette évolution et sensiblement du Sud au Nord, dans l'ordre, les cinq nations de l'Atlantique, Portugal, Espagne, Hollande, Angleterre et France, partent sur l'Océan à l'assaut du Monde, le colonisent et le marquent de leur empreinte.
On comprend dès lors la nécessité pour les Nations Européennes, chez qui l'instruction des Marins était restée une affaire de traditions plus que la fonction d'une profession organisée, d'inculquer réglementairement aux pilotes des connaissances plus approfondies.
La réussite de leurs desseins, le succès des guerres économiques et stratégiques qu'elles allaient être conduites à se livrer sur les mers, en dépendaient.
C'est à cette nécessité que l'on doit la création par la première nation entrée en lice au large sur l'océan de ce que l'on pourrait appeler la première École d'hydrographie européenne.
En 1416 en effet, le troisième fils du roi Jean 1er, l'infant Don Henri de Portugal, duc de Visco (1394 - 1460), surnommé « Henri le Navigateur », fonde, dans sa passion des découvertes lointaines, sur le rocher escarpé du promontoire de Sagres, une Académie Navale pour l'étude des mathématiques, de l'astronomie et de l'application de celles-ci à la navigation. Il eut recours à l'expérience et à la science des Italiens et des Catalans qui avaient perfectionné l'hydrographie méditerranéenne.
Les officiers et les pilotes les plus distingués se réunirent à Sagres sous la direction du savant maître Jaime de Majorque. Le Portugal allait devenir le foyer des sciences nautiques.
Les bâtiments de guerre et de commerce devenant, dans certaines limites, de plus en plus grands et coûteux, représentant alors de véritables fortunes, on voit l'intérêt pour l'État, tant pour la sauvegarde du personnel que pour celle des biens, et en vue de la réussite des entreprises, d'avoir des capitaines bien formés.
D'où la prépondérance des professeurs d'hydrographie dans la formation nautique, leur acheminement dans la suite des temps vers un statut d'État, et, dès lors, l'exigence particulière de celui-ci lors du recrutement des professeurs dans les domaines professionnel, scientifique, technique et moral.

## XVIesiècle
Le début de l'aventure maritime des Scandinaves se perd dans la nuit des temps. Le premier navire de guerre nordique, connu de façon sûre, date en effet du IIIe siècle av. J.-C. Ses vestiges ont été découverts sur l'île danoise d'Als.
On connaît l'épilogue de leur aventure en France : Charles III le Simple (879 - 929), désespérant de ne pouvoir jamais pacifier le bassin inférieur de la Seine, arriva à un compromis avec les Vikings en leur livrant toute la région (traité de Saint-Clair-sur-Epte, 911). La Normandie allait devenir une des provinces les plus prospères de France.
Au milieu du XVIe siècle, les pilotes de Dieppe, n'ayant toujours rien perdu du génie intrépide et aventureux de leurs ancêtres, rapportaient de leurs expéditions lointaines des renseignements nautiques et des observations.
L'abbé Pierre Desceliers, prêtre du village d'Arques, près de Dieppe, voulut utiliser les éléments rassemblés dans un enseignement pratique : il passe pour avoir été le fondateur de l'école dieppoise d'hydrographie.
Les maîtres de cette École élaborèrent les cartes les plus remarquables de leur époque. Plus tard, vers le milieu du XVIIe siècle, les cartes hollandaises, par leur qualité, supplantèrent toutes les autres cartes.
Pierre Desceliers habita longtemps Arques. Il y était installé en 1537 et c'est là qu'il signa tous ses travaux cartographiques qui nous sont connus. Dieppe, semble-t-il, a été le premier port français où l'on ait enseigné la science nautique « par règles et principes ».
Un autre prêtre, Presot, surnommé « Presot le Savant », eut également à Honfleur un rôle important dans la formation des navigateurs.
En France, au XVIe siècle, c'est donc surtout en Haute-Normandie que la théorie de la navigation fut enseignée.
Les professeurs étaient des capitaines ou des pilotes ayant cessé de naviguer, ou même des ecclésiastiques, comme on vient de le voir, qui, bénévolement, inculquaient à leurs élèves les connaissances pratiques ou théoriques.
Parallèlement dans le sud de la France, l'École d'hydrographie de Marseille fut créé en 1571, par lettre patente du roi Charles IX. Ce qui fait de cette école la plus vieille école supérieure de France après le Collège de France (1530).
Les premières tentatives officielles certaines en faveur de l'étude du pilotage, eurent lieu sous le règne de Henri III. Par son ordonnance dit mois de mars 1584, il soumit à des examens de capacité devant des personnes habilitées, soit deux « anciens maistres » en présence de l'Amiral ou de ses lieutenants et deux échevins ou notables de la ville où a lieu l'examen, les maîtres ou commandants de navires.
Mais les professeurs ne jouissaient encore d'aucun statut officiel.

## XVIIeSiècle
Au début du XVIIe siècle, Dieppe et Honfleur demeurent toujours des centres vivants d'enseignement de l'hydrographie. À Dieppe, parmi beaucoup d'autres, on peut noter les noms de Jean Cousin qui succède à Presot, puis de Jean Dupont et de Jean Guerard qui reçut en 1615 de l'Amiral de France, Henry de Montmorency, une nomination officielle de professeur d'hydrographie et de commissaire examinateur des pilotes. Sous le titre de « Hydrographe de Sa Majesté », il publia quelques ouvrages sur la navigation.
Mais, s'il existait un enseignement actif de la navigation en Haute Normandie, ailleurs il n'en allait pas de même.
C'est pourquoi, à la suite du cri d'alarme lancé en 1626 par Jean Le cler, bourgeois de Paris, qui constatait le degré de décadence de la Marine en France et demandait au Roi de créer un enseignement pour les pilotes, deux articles de l'édit de janvier 1629 (Code Michau), promulgué par Louis XIII prescrivirent l'ouverture d'écoles d'hydrographie pour la Marine militaire et pour la Marine Marchande.
Ces deux articles ne reçurent aucune application immédiate. Richelieu dut se contenter d'instituer trois pilotes hydrographes chargés d'instruire seize gentilshommes.
Richelieu, pourtant, était tellement persuadé que le Commerce Maritime était un élément capital de la grandeur de la France que, s'il avait été écouté, le roi lui-même se serait fait armateur.
« Il faut, disait-il, que le Roi et la Nation, cessent de se moquer de la navigation, que sa Majesté dise publiquement chaque jour que ses, favoris seront ceux qui feront faire des navires ».
Ainsi l'École royale d'hydrographie du Havre fut constituée en 1666 et celle de Saint-Malo, fut ouverte, par lettre royale, en 1673.
Un des plus vieux ouvrages d'hydrographie publiés en France est celui que le père Georges Fournier fit éditer en 1643 et qui est intitulé Traité d'hydrographie. Il fut réédité en 1667, puis en 1679.
Mazarin ne devait pas porter à la marine le même intérêt que Richelieu.
Il faudra attendre Colbert pour obtenir la réalisation concrète d'idées qui avaient pénétré les esprits.
Colbert, en supprimant en particulier la grande Maîtrise qui était passée entre les mains de grands seigneurs, assura à la Couronne, et à lui-même, la direction de la Marine.
Le seul maître de la Marine fut désormais le Roi qui en délégua l'Administration à un Ministre, au sens actuel du terme.
La Marine devenait la Marine du Roi, la Marine de la France.
Colbert allait entreprendre une grande œuvre de remise en état de la Marine Militaire et de la Marine de Commerce qui devait s'étendre, en ce qui concerne cette dernière, à la formation même des pilotes, en faisant de l'enseignement de l'hydrographie, laissé jusque-là à l'initiative privée, un enseignement royal.
Voici le titre VIII du livre premier de la célèbre ordonnance du mois d'août 1681, qui organisa les Écoles d'hydrographie et fixa les attributions des professeurs :
- Article premier

Voulons que dans les villes maritimes les plus considérables de notre royaume, il y ait des professeurs d'hydrographie pour enseigner publiquement la navigation.
- Article II

Les Professeurs d'hydrographie sauront dessiner, et l'enseigneront à leurs Ecoliers pour les rendre capables de figurer les ports, côtes, montagnes, arbres, tours et autres choses servant de marque aux havres et rades, et de faire les cartes des terres qu'ils découvriront.
- Article III

Tiendront quatre fois au moins de chaque semaine leurs Écoles ouvertes, dans lesquelles ils auront des Cartes, Routiers, Globes, Sphères, Boussoles, Arbalestes, Astrolabes et autres instruments et livres nécessaires à leur Art.
- Article IV

Les Directeurs des Hôpitaux des villes où il y aura École d'hydrographie, seront tenus d'y envoyer étudier annuellement deux ou trois des enfants qui s'y trouveront renfermés, et de leur fournir les livres et instruments nécessaires pour apprendre la navigation.
- Article V

Les Professeurs d'hydrographie examineront avec soin les journaux de navigation, déposés au Greffe de l'Amirauté du lieu de leur établissement, et les corrigeront en présence des pilotes qui auront erré dans leur route.
- Article VI

Ne pourront retenir plus d'un mois les journaux qui leur seront communiqués par les Greffiers, auxquels nous enjoignons de le faire sans frais, à peine d'interdiction.
- Article VII

Déclarons les Professeurs d'hydrographie, enseignant actuellement, exempts du guet et garde, curatelle, et de toutes autres charges publiques.
- Article VIII

Leur faisons défense de s'absenter des lieux de leur établissement sans congé de l'Amiral, ou des Maires. et Echevins qui les gageront, à peine de privation de leurs appointements..
L'article IV, en 1767, était commenté ainsi qu'il suit :
« Des enfants qui auront l'inclination pour la navigation, les plus robustes, ou auxquels on reconnaîtra du génie ». Le choix des Maîtres était laissé à l'Amiral. Le Roi se réservait les nominations à Dieppe, au Havre et à Marennes.
C'est évidemment en Haute Normandie que les réformes de Colbert portèrent leurs fruits : les Écoles de Dieppe et du Havre furent érigées en écoles royales.
A Dieppe, qui fut pendant longtemps reine de l'hydrographie française, l'abbé Guillaume Denys qui enseignait gratuitement, devint titulaire d'une chaire et fut rémunéré. Son École, qui fut ouverte le 30 septembre 1665, fut la plus fréquentée. Il avait encore du temps de Colbert 200 élèves si turbulents qu'il les faisait surveiller par un corsaire.
Il publia un certain nombre d'ouvrages, dont l'Art de naviguer dans sa plus haute perfection ou Traité des latitudes - 1673 –
Au Havre, Georges Boissaye du Bocage ouvrit son École en 1666 et fut également appointé. Dans cette ville, Blondel Saint-Aubin, publiait en 1683 "Le véritable Art de naviguer par le quartier de réduction".
À Honfleur, Michel le Chevalier, bourgeois, fut autorisé par la ville à ouvrir une école publique, mais non officielle, et payante. Cette école ne fut publique et gratuite qu'en 1772.
À Rouen, l'enseignement était donné par des professeurs libres, recrutés parmi les anciens navigateurs.
À Saint-Valery-en-Caux, ce fut un jeune prêtre du pays, Colin, qui, en 1688, sans appointements, se porta volontaire pour enseigner la Science nautique.
En dehors de la Normandie, certaines Écoles obtinrent un grand renom, mais néanmoins il ne faut pas confondre celles qui étaient chargées de dispenser un enseignement à l'usage des officiers et celles qui n'étaient destinées qu'à former les pilotes de la Marine marchande. Cependant, les maîtres les plus célèbres enseignèrent dans les ports de commerce.

## XVIIIesiècle
Un nom se détache au XVIIIe siècle parmi ceux des professeurs d'hydrographie - celui de Pierre Bouguer. Qui était-il ?
Né au Croisic, le 10 février 1698, il était le fils de Jean Bouguer, professeur de pilotage dans cette ville et auteur d'un "Traité complet de la navigation" réputé, édité en 1698 à Paris.
Jean Bouguer avait navigué pendant 10 ans sur les vaisseaux du Roi.
Marin valeureux, il avait été amputé d'une jambe à la suite d'une blessure reçue à la bataille de la baie de Bantry (Irlande).
Pierre Bouguer succéda à son père lorsque celui-ci mourut en 1714. Le maître, plus jeune que la plupart de ses élèves, acquit promptement une célébrité justifiée.
Ses travaux personnels et le succès de son enseignement au Croisic, valurent à Bouguer l'honneur d'être nommé en 1730, professeur royal d'hydrographie au Havre, siège de l'École d'hydrographie la plus importante de France.
Quelques mois plus tard, le 5 septembre 1731, l'Académie des sciences lui ouvrit ses rangs.
En 1735, cette illustre compagnie envoya Bouguer, Godin et La Condamine au Pérou pour mesurer près de l'Équateur la longueur d'un arc de méridien de 1°, opération qui servit à déterminer la figure et la grandeur- de la terre.
Pendant son voyage au Pérou, expédition scientifique extraordinaire qui vient d'être narrée par Florence Trystram dans un ouvrage intitulé Le Procès des Etoiles (Seghers Ed.) ouvrage où cependant le lecteur averti s'étonnera que nulle part il ne soit dit qu'il était professeur d'hydrographie, Bouguer fut remplacé au Havre pendant dix ans, par des pilotes entretenus de ce port.
Bouguer a beaucoup écrit. C’est un des savants qui ont le plus contribué au progrès des sciences pendant la première moitié du XVIIIe siècle ;
Ses nombreux travaux ont porté sur la densité de l'air, la réfraction terrestre, astronomique, le diamètre des planètes, la dilatation des métaux, le pendule, la manœuvre des vaisseaux, la navigation, la construction du navire, la théorie du navire à laquelle il fit faire des progrès considérable etc.
Ajoutons encore qu'il est l'inventeur de l'héliomètre qui porte son nom, qu'il constata le premier, la déviation que l'attraction des montagnes fait éprouver aux pendules, qu'il est le créateur de la photométrie...
Obligé, en qualité d'astronome du Roi, de demeurer à Paris, il donna en 1765 sa démission de professeur d'hydrographie à l'École du Havre et abandonna la carrière de l'enseignement pour se consacrer exclusivement aux études scientifiques qui ont immortalisé son nom.
Il mourut, usé par une vie de travail intense, le 15 août 1758.
La lecture de ce qui précède pourrait porter à croire qu'au XVIIIe siècle l'enseignement de l'hydrographie connut une grande prospérité. Ce serait inexact, car cet enseignement était tombé dans une grande décadence.
Choiseul, devant les réclamations générales, réorganisa les écoles royales publiques à Brest, Rochefort et Toulon, par son ordonnance du 14 septembre 1764.
À Brest, Blondeau fut le premier professeur de l'École publique d'hydrographie (1764).
À Rouen, où l'enseignement était assuré par des professeurs recrutés parmi les anciens navigateurs, Vincent François Jean-Noël Dulague reçut de l'amiral de Bourbon une commission officielle pour enseigner l'hydrographie. Ses cours n'eurent de succès que lorsqu'il fut nommé au collège de Rouen. Son audience fut alors telle qu'il prit la décision de publier en 1768 un traité intitulé Leçons de navigation. Cet ouvrage, adopté par toutes les Écoles d'hydrographie, fut réédité jusqu'à 12 fois, la dernière édition datant de 1849.
Ainsi qu'il le disait lui-même dans l'Avertissement, ces leçons étaient principalement extraites du Traité de navigation de Pierre Bouguer, revu et abrégé par l'abbé de La Caille, de l'Académie des sciences (1760).
À Marseille, Jean-Mathieu de Chazelles devait tracer des cartes marines pour Le Neptune François ou Recueil des cartes marines levées, et gravées par ordre du Roi.
Par ailleurs le Père Esprit Pezenas qui fut à Marseille professeur d'hydrographie de 1728 à 1749 et Directeur de l'Observatoire de 1749 à 1764, publia un certain nombre d'ouvrages sur l'hydrographie dont des Éléments de Pilotage (1733 et 1741) et L'Astronomie des Marins, imprimé à Avignon (1766) chez la veuve Girard et en vente à Marseille, chez J. Mossi, à la Canebière. Notons aussi la parenté entre les « hydrographes » qui tenaient boutique aux XVIIIe et XIXe siècles sur le Vieux port et la peinture de « portraits de navires » : tels les Roux  Famille Roux (peintres de marine)
À Nantes, Le Gaigneur, publiait un traité de navigation intitulé Le Pilote instruit (1781).
C'est seulement au XVIIIe siècle que la navigation astronomique apporta une solution au problème de la détermination de la longitude en mer, tout d'abord grâce aux distances lunaires et ensuite aux chronomètres.
Il était indispensable que les pilotes, dans la Marine de l'État, se mettent au courant de ces méthodes ardues.
Turgot, ministre de la Marine en 1774, fonda un corps de pilotes astronomes. Mais les procédés astronomiques nécessitaient des connaissances qu'ils ne purent jamais acquérir, celles-ci étant au-dessus de leur culture.
Il fallait faire appel aux officiers. Mais à part quelques exceptions, ceux-ci se désintéressaient de la conduite du navire et avaient livré aux pilotes cette partie de leur mission.
« La manœuvre fut, de tout temps, la Science chérie de l'officier et on doit convenir qu'elle est la partie la plus brillante de son métier », écrivait Fleurieu en 1773.
Le pilotage, entaché de nombreuses erreurs, « méritait le dédain et l'abandon aux Pilotes ».
Cependant, lentement, le goût et la pratique des Sciences exactes se répandirent dans la Marine.
Sur l'ordre de Choiseul, l'académicien Bézout écrivit un Cours de mathématiques très étendu contenant les connaissances exigées des Gardes du Pavillon et de la Marine pour devenir officiers.
Ce cours comprenait 5 parties en 6 volumes in-8°. Édité entre 1764 et 1769, il eut de nombreuses rééditions, la dernière datant de 1848. Bézout publia également un Traité de navigation.
Dès lors, en service courant, on utilisera les méthodes nouvelles.
Au milieu du XIXe siècle, la Marine comptait toute une phalange de savants navigateurs. Ce fut d'ailleurs l'époque des Marins astronomes dont le plus célèbre fut l'amiral Mouchez qui devint directeur de l’observatoire de Paris en 1877.
Par une nouvelle ordonnance du 1er janvier 1786, le maréchal de Castries, ministre de la Marine, réforme les Écoles d'hydrographie.
Pour la première fois, les professeurs furent recrutés au concours et les méthodes d'enseignement uniformisés.
Cependant, le Roi se réserve la nomination dans les Écoles de la Marine militaire : Brest, Lorient, Toulon et Rochefort.
Les élèves furent soumis à des examens. Deux hydrographes examinateurs furent chargés d'inspecter les Écoles pour maintenir un niveau commun dans toutes les Amirautés.
En dehors des écoles officielles, les villes pouvaient ouvrir, à leur gré, des Établissements où l'on enseignait l'hydrographie sans que les maîtres aient le droit d'être appelés Professeurs d'Hydrographie.
Les élèves des Écoles d'hydrographie étaient constitués d'une part par les officiers de la Marine royale qui furent astreints pendant un certain nombre d'années à suivre un cours d'hydrographie, d'autre part, par les jeunes gens préparant l'obtention au concours soit du brevet de maître ou de pilote, soit du Brevet de maître au cabotage ou de pilote lamaneur.
L'intendant du Havre, pour attirer les élèves, songea à la fin du XVIIIe siècle, à donner une « solde » aux élèves les plus laborieux. Mais il eut, semble-t-il, bien des difficultés pour obliger les élèves à suivre assidûment les cours.
En 1787, Romme, correspondant de l'Académie des sciences de Paris, et professeur royal de navigation des Élèves de la Marine, publiait à la Rochelle l'Art de la Marine ou principes et préceptes généraux de l'Art de construire, d'armer, de manœuvrer et de conduire des Vaisseaux. Cet ouvrage était dédié au Maréchal de Castries.

## La Révolution
La Révolution ne devait pas favoriser le développement des écoles d'hydrographie. Si les professeurs restèrent à leur poste, les élèves les désertèrent. La fusion entre la marine militaire et la marine de commerce donna lieu à de profonds remaniements. Des écoles gratuites de mathématiques et d'hydrographie furent créées dans les principaux ports. Leur nombre fut porté à douze par la loi du 10 août 1791. On y ajouta vingt-deux écoles simples d'hydrographie. Puis, sous le nom « d'écoles de navigation », les écoles qui formaient respectivement les officiers pour la marine d'État et les marins du commerce, furent unifiées le 30 vendémiaire, an IV.
Un examinateur particulier faisait passer leur examen aux candidats au titre soit d'aspirant de marine, soit d'enseigne entretenu. Deux examinateurs hydrographes étaient chargés, deux fois par an, d'examiner les candidats au grade d'enseigne non entretenu.
Ce furent les deux frères Monge (Gaspard et Louis), puis Pierre Leveque qui, pendant cette période, furent les examinateurs. Gaspard Monge avait succédé à Bézout comme examinateur des gardes du Pavillon et de la Marine avant de devenir ministre de la Marine en août 1792. Il avait publié en 1786, pour les jeunes aspirants de la Marine, un "Traité élémentaire de statique". Cet ouvrage, revu par M. Hachette, instituteur de l'École Impériale polytechnique, avec une note d’Augustin Louis Cauchy, puis de A. Choisy, fut réédité huit fois (dernière édition en 1846). Pierre Leveque, ingénieur hydrographe de la Marine, était devenu professeur royal d'hydrographie à Nantes en 1772, puis examinateur en 1786.
Il devait publier un certain nombre d'ouvrages et en particulier « Le guide du navigateur, ou traité de la pratique des observations et des calculs nécessaires au navigateur » (Nantes, Despilly, 1799), important document de 600 pages qui devint d'un usage courant à bord des bâtiments. La loi du 10 août 1791 stipula que les places des professeurs d'hydrographie ne pouvaient être obtenues qu'au concours. Ce dernier, annoncé par le ministre par voie d'affiche, avait lieu dans la ville même où le poste était vacant.
Le professeur était tenu de donner chaque jour 5 heures de leçons en 2 séances, l'une pour les débutants, l'autre pour les plus avancés. Il était responsable de la police de son établissement. L'enseignement de Michel Pelhaste connut un certain succès au Havre (1791-1803). Son école compta jusqu'à 100 élèves. Il en fut de même à Rouen pour l'enseignement (1791-1801) de Prudhomme qui fut ensuite nommé à Caen.
Jean-Baptiste Degaulle (1732-1810), professeur à Honfleur puis au Havre vers 1777, publia un certain nombre d'ouvrages, sur la boussole, le sillomètre, l'octant et un "projet d'un port de refuge à établir sur le banc de l'Eclat, proche du Havre ......" (1808).

## XIXeSiècle
À bord des vaisseaux le "Duquesne" et le "Tourville", à Brest et à Toulon, l'Empereur, par décret du 21 septembre 1810, créa pour la marine deux écoles flottantes. L'examen d'admission n'était, à vrai dire, pour les élèves, qu'une simple formalité. Ils obtenaient, après 2 ou 3 années de séjour à l'École spéciale le grade d'aspirant de 1re classe et étaient, dès lors, entretenus. Cette institution fut remplacée en 1817 par le « Collège royal des élèves pour la Marine », situé près d'Angoulême, sur les bords de la Charente. Puis, en mai 1827, l'insuffisance de ce collège ayant été reconnue, l'École navale fut installée dans la rade de Brest, à bord d'un vaisseau-école : le célèbre "Borda" (d’où l’appellation de « Bordache » des élèves de l’École Navale).
Avant la révolution de 1789, il y avait deux collèges, l'un à Vannes, l'autre à Alais, qui étaient institués dans le même but que le Collège Royal des Élèves pour la Marine à Angoulême et qui furent supprimés par une loi du 15 mai 1791. Le « corps des professeurs d'hydrographie » en ce qui concerne la marine marchande, fut réorganisé par l'ordonnance du 7 août 1825. Un règlement annexé à cette ordonnance déterminait le nombre et la répartition des Écoles : 5 de 1re classe, 5 de 2e classe, 6 de 3e classe et 28 de 4e classe. L'administration et la police étaient confiées aux intendants ordonnateurs et aux officiers chargés de l'Inscription maritime. Les professeurs, divisés en 4 classes, étaient recrutés à la suite d'un concours auquel pouvaient prendre part les officiers de la Marine et les professeurs de l'Université.
Un tableau extrait de l' « Almanach royal » pour l'an 1826, donne les noms des professeurs d'hydrographie et leur affectation. Les deux examinateurs hydrographes Charles Fournier et Jacques Lescan publièrent des ouvrages sur l'hydrographie, parmi lesquels on relève des traités de navigation, et qu'il en fut de même pour un certain nombre de professeurs. Sur proposition des examinateurs-hydrographes au Ministre qui accordait la promotion, les professeurs passaient d'une classe à une autre après deux ans de grade au minimum. Chaque professeur devait faire 20 heures de cours par semaine.
La direction de l'enseignement dans les écoles, la présidence des divers jurys d'examen et l'inspection incombaient aux examinateurs-hydrographes. Ces derniers étaient choisis parmi les professeurs d'hydrographie de 1re classe. Dotés, à cette époque, d'un statut de fonctionnaire civil, ils obtinrent, en 1836, leur nomination directe par le Roi. Dans les premiers mois de chaque année, le ministre de la Marine faisait partir les deux Examinateurs hydrographes pour faire leur tournée dans les ports du royaume; ils y étaient annoncés. L'un pour le Ponant, l'autre pour le Levant, ils procédaient aux examens exigés par les règlements, tant pour l'admission des jeunes élèves marins que pour le commandement des bâtiments du commerce au long cours et au cabotage. On adjoignait à l’examinateur des officiers de la Marine pour examiner les candidats sur la pratique.
Le développement des programmes, consécutif à la croissance du volume et de la complexité des connaissances, conduisit le gouvernement à décréter en 1877, que seuls les techniciens maritimes, c'est-à-dire les officiers de Marine, pourraient désormais se présenter au concours d'accès au corps des professeurs d'hydrographie. Tenant compte de leur carrière d'origine et quoiqu'ils soient fonctionnaires civils, on s'habitua alors à les traiter en officiers. Ils eurent un uniforme et obtinrent en 1836 un statut militaire. Mais ce nouveau statut fut soumis à bien des tribulations.
La tendance fut prise, à partir de 1875, à considérer de nouveau les professeurs d'hydrographie comme civils et ils furent obligés de démissionner de leur grade, dans la marine militaire lorsqu'ils devenaient professeurs. On leur supprima même la petite tenue en 1891. Mais, l'année suivante, une circulaire qui s’appuyait sur l'ordonnance de 1836, leur reconnut une nouvelle fois l'état d'officier et un décret leur restitua la petite, tenue. Ils sont alors justiciables des Conseils de guerre maritimes.
En 1896 apparaît une nouvelle contestation de leur qualité de militaire. Il faut attendre 1902 pour que leur état d'officier soit enfin reconnu. Quelques professeurs d'hydrographie furent chargés de cours d'astronomie et de navigation à l'École navale, tels que Dubois qui publia, en particulier, un « Cours d'Astronomie à l'usage des officiers de la Marine impériale » dont la 2e édition date de 1865, et un « Cours élémentaire d'astronomie et de navigation à l'usage des officiers de la Marine de commerce et des candidats au grade de capitaine au long cours » (1881).

## XXeSiècle
Les épreuves du corps des professeurs d'hydrographie ne devaient pas toucher à leur fin avec le XXe siècle. En 1906, ils passent au ministère du Commerce. Après une brève Incertitude, l'état d'officier et le droit aux traitements de la Légion d'honneur leur sont confirmés par la loi de finances du 30 janvier 1907.
La composition du corps est fixée par un décret en date du 30 août 1908. Il comprend : un examinateur-inspecteur général, deux examinateurs adjoints inspecteurs, deux professeurs principaux, huit professeurs de première classe et huit professeurs de 2e classe. Leur uniforme comporte les parements de velours de couleur « pensée » (comme les fleurs) qui devaient leur rester jusqu'à notre époque et qui sont encore aujourd'hui ceux de l'uniforme des professeurs de l'enseignement maritime.
Plusieurs professeurs d'hydrographie prirent une part directe à la Première guerre mondiale. À l'issue de celle-ci, conservant leur statut d'officiers de l'Armée de Mer, les professeurs d'hydrographie dépendent successivement de tous les ministères chargés de la Marine marchande. Après la guerre, le concours d'accès au grade de professeur d'hydrographie est ouvert aux capitaines et aux lieutenants au long cours réunissant certaines conditions. Les écoles de Paimpol, du Havre, de Nantes, de Bordeaux et de Marseille où les effectifs enseignants sont fortement accrus, se développent et les petites écoles à caractère artisanal déclinent.
Pendant la Seconde guerre mondiale, après avoir occupé des fonctions militaires, les professeurs sont rendus temporairement à l'état civil. Certaines écoles de la zone occupée sont repliées. C'est ainsi que l’école de Paimpol, qui groupait alors plus de quatre cents élèves, est transférée pendant quelque temps à Pontivy, avant d'être fermée. Par contre, aussitôt après, il est ouvert à Paris une importante école de navigation, située tout d'abord avenue de Ségur, puis avenue Foch. Il peut être remarqué que cette école fonctionnait autrefois à Paris à l'époque où l'on formait des capitaines au long cours de brevet supérieur.
À la suite des débarquements en Afrique du Nord puis en France, la Marine, qui a besoin de cadres enseignants, renoue avec une vieille tradition et utilise quelques professeurs d'hydrographie à l'École Navale et à celle des Élèves officiers de réserve. C'est en 1947 que, sous la tutelle du ministère des Travaux publics et des transports, une nouvelle organisation de l'enseignement maritime fut instituée. Sous le nom de "professeurs de la marine marchande" le corps enseignant est divisé en trois sections, comprenant respectivement chacune, les professeurs d'hydrographie qui conservent leur nom traditionnel, les professeurs mécaniciens et les professeurs de technique et de commerce maritime.
En 1965, un vote du Parlement supprimait ces sections, le corps des professeurs devenant celui des « professeurs de l'enseignement maritime » Ainsi disparaissait le titre séculaire de professeur d'hydrographie. (loi 65-505 du 30 juin 1965).
Le décret n° 2008-934 du 12 septembre 2008 modifiant le décret n° 77-33 du 4 janvier 1977 portant statut particulier du corps des professeurs de l'enseignement maritime précise dans son article 3 :
« L'article 5 du même décret est remplacé par les dispositions suivantes : « Art. 5.-Il n'est plus procédé au recrutement dans le corps des professeurs de l'enseignement maritime à compter du 1er janvier 2009, ni à l'admission dans ce corps par l'application des dispositions de l'article L. 4133-1 du code de la défense. » »
Les termes de « mise en extinction » du corps des Professeurs de l'enseignement maritime ne sont pas employés mais l'effet est identique : c'est la disparition de ce corps de professeur qui est programmée. Ainsi s'achève l'histoire des professeurs d'hydrographie. Toutefois le statut des administrateurs des affaires maritimes prévoient qu'ils assurent des missions d'enseignement.

## La fin d'une épopée
Au cours de l'importante évolution qui, à partir du XIXe siècle, transforma la technique navale, une pléiade de professeurs d'hydrographie marquèrent de leur empreinte le perfectionnement des moyens de conduite du navire.
C'est ainsi que, dans le domaine de la propulsion mécanique, alors en plein essor, Alfred Ledieu, ancien officier de vaisseau, professeur d'hydrographie en 1852 puis examinateur aux examens de sortie de l'École navale en 1873, fit paraître un certain nombre de traités de machines tant à l'usage des constructeurs qu'à celui des utilisateurs, en particulier en 1862-1866, un "Traité élémentaire des appareils à vapeur de navigation, à l'usage des constructeurs, des officiers de vaisseaux", en 3 volumes, et, vers 1880, un "Guide du capitaine et du mécanicien de la Marine à vapeur du commerce, à l'usage des candidats au grade de capitaine au long cours". Il publia également des "Études sur les bateaux sous-marins" et, en collaboration avec E. Cadiat, des études sur l'artillerie navale, sur les torpilles.
Dans le domaine de l'hydrographie, il fit éditer des ouvrages sur les montres marines, et sur les "nouvelles méthodes de navigation". À la même époque, les professeurs d'hydrographie V.M. Caillet - examinateur des écoles d'hydrographie et de l'École navale, auteur en particulier d'un "Traité de navigation" et de "Tables de logarithmes" et principalement A. Fasci - professeur d'hydrographie à la chaire impériale de Nice - firent des études théoriques, respectivement en 1868 et 1870, sur la "découverte" relative au point astronomique, faite en 1837 par le capitaine américain Thomas H. Sumner sur son voilier long courrier « Cabot ».
C'est A. Fasci qui, le premier, employa l'expression "droite de hauteur" préparant la voie au capitaine de frégate, plus tard contre-amiral, Marcq de Saint-Hilaire, qui publiait en 1875 sa méthode du "point rapproché" pour déterminer les éléments d'une droite de hauteur, aujourd'hui employée sur toutes les mers du globe par des navigateurs de toutes nationalités.
Sous la pression du progrès technique, nombreux furent les professeurs d'hydrographie qui, dès le début du siècle, cherchèrent des procédés nouveaux permettant une plus grande rapidité et une plus grande précision dans la détermination du point. C'est ainsi que certains s'illustrèrent par de savantes études portant sur les équipements modernes ou sur l'élaboration de nouvelles tables de navigation.
Parmi celles-ci, qui furent nombreuses, et après celles de Caillet, il faut citer les tables de Souillagouët, « l'inventeur du point auxiliaire », celle de Bertin, de Constan ainsi qui: les travaux de Massenet, Vallerey, Renaud, Lecoq et Pace qui furent examinateurs-Inspecteurs Généraux d'hydrographie. Plus près de nous, on peut encore mentionner les travaux. de Bastien, de M. Hugon. Enfin il ne faudrait pas passer sous silence l’œuvre prestigieuse et mondialement connue de Charles Mesny qui fut un des créateurs de la radiogoniométrie.
Bien des professeurs d'hydrographie, au cours des siècles, ont imposé à leurs élèves le devoir d'être quelqu'un, non pas à leur ressemblance, mais selon leur fidélité à eux-mêmes. Nous souhaiterions que ce bref historique soit comme un ultime hommage à leur mémoire. Dans la partie histoire de la navigation, nous voudrions rappeler brièvement ce qu'enseignèrent au cours des siècles les professeurs d'hydrographie dans leurs leçons de navigation astronomique.